# AutoCAD
AutoCAD – program tworzony i rozpowszechniany przez przedsiębiorstwo Autodesk, wykorzystywany do dwuwymiarowego (2D) i trójwymiarowego (3D) komputerowego wspomagania projektowania (CAD). Specjalizowane wersje AutoCAD-a (np. AutoCAD Mechanical) umożliwiają również wykonywanie grafiki inżynierskiej 2,5D, metodą FBM.
Program powszechnie wykorzystywany w dziedzinach technicznych i inżynierskich m.in. przez konstruktorów, architektów, elektroników, mechaników i innych projektantów dzięki temu, że przedsiębiorstwo Autodesk rozszerzyło program o wiele specjalistycznych „nakładek” np. AutoCAD Electrical, AutoCAD Mechanical, Mechanical Desktop, Architectural Desktop, Civil Design itp. AutoCAD jest w tym wypadku podstawą, do której dołączone są biblioteki, funkcje, interfejsy specyficzne dla danej branży.
Ponieważ AutoCAD ma otwartą architekturę, wiele zewnętrznych przedsiębiorstw stworzyło własne nakładki.
Istnieje wiele wersji językowych AutoCAD-a, m.in. wersja polska (polecenia w języku polskim).

## Historia
Pierwsza wersja AutoCAD-a została pokazana w listopadzie 1982 na targach COMDEX w Las Vegas, a miesiąc później rozpoczęła się sprzedaż programu.
Aktualną wersją jest AutoCAD 2026.

## Formaty plików
Pliki rysunków programu AutoCAD posiadają rozszerzenie DWG oraz jego odpowiednik w ASCII – DXF. Pliki DWG stały się de facto standardem dla aplikacji CAD. Pliki DWG nie są w pełni kompatybilne między poszczególnymi wersjami oprogramowania AutoCAD. DWG jest formatem binarnym i własnościowym przedsiębiorstwa Autodesk. Dokumentacja dotycząca formatu nie jest udostępniana innym producentom oprogramowania w celu ograniczenia konkurencji na rynku i utrzymania pozycji monopolistycznej. Programy innych producentów mogą używać plików w tym formacie dzięki inżynierii wstecznej.

## Obsługiwane platformy
Istniały wersje dla innych systemów operacyjnych takich jak CP/M, PC-DOS, Macintosh (ostatnie wydanie w 1992) i Unix (ostatnie wydanie w roku 1994), ale począwszy od Release 14 wydanego w 1997 Autodesk zrezygnował z ich tworzenia.
Jednak w 2009 roku zmienił zdanie i AutoCAD od 15 października 2010 jest ponownie w wersji na Mac OS X 10.6.
Możliwe jest uruchomienie programu na emulatorach takich jak Microsoft Virtual PC, VirtualBox, DOSEMU, czy Wine.
Wymagania sprzętowe AutoCAD 2019:
- System operacyjny:
  - Microsoft Windows 7 SP1 z aktualizacją KB4019990 (32-bit i 64-bit) lub
  - Microsoft Windows 8.1 z aktualizacją KB2919355 (32-bit i 64-bit) lub
  - Microsoft Windows 10 Anniversary Update (wersja 1607 lub wyższa, tylko 64-bit)
- Procesor:
  - Minimum: 2.5–2.9 GHz
  - Rekomendowane: co najmniej 3 GHz

Na poprawne działanie programu oprócz systemu operacyjnego wpływają również podzespoły w komputerze i aktualizacje programowe.

## Wersje oprogramowania
- AutoCAD
- AutoCAD LT
- AutoCAD Mechanical
- AutoCAD Electrical
- AutoCAD MEP (dawniej Buliding Systems)
- AutoCAD Architecture (dawniej Architectural Desktop)
- AutoCAD Civil 3D
- AutoCAD P&ID
- AutoCAD Plant 3D
- AutoCAD WS